# 가가미우라촌
가가미우라촌(鏡浦村)은 일본 미에현 시마군에 설치되었던 촌이다. 현재의 도바시의 일부에 해당한다.